# Nicola Teti Editore
(Eugenio Garin)
La Nicola Teti Editore & C. S.r.l. è una casa editrice fondata nel 1964 da Nicola Teti (Polia, 9 marzo 1929 – Milano, 10 febbraio 2010), nota soprattutto per la pubblicazione de Il Calendario del Popolo, una delle più longeve riviste italiane di cultura, edito ininterrottamente dal marzo del 1945 e attualmente pubblicato da Sandro Teti Editore, che ha rilevato la rivista dopo la morte del padre Nicola.
Altre pubblicazioni di rilievo sono: la Storia universale dell'Accademia delle Scienze dell'URSS, in tredici volumi, più tre di aggiornamento; Il regno animale Urania - Tierrech, in sette volumi; Società contemporanea, in dodici volumi; la Enciclopedia delle religioni; la Storia della società italiana, in venticinque volumi; l'Enciclopedia dei diritti dei lavoratori a cura di Carlo Smuraglia. A queste si aggiunge il reprint di l'Ordine Nuovo, e la pubblicazione della rivista Marxismo Oggi.
La casa editrice ha inoltre realizzato diverse mostre dedicate ai grandi temi dell'attualità, in particolare a quello dell'emigrazione dall'Italia e dell'immigrazione verso l'Italia..